# Severino Clasen
Severino Clasen, O.F.M. (Ituporanga, 10 de junho de 1954) é um frade franciscano e prelado católico brasileiro, atual arcebispo metropolitano de Maringá.

## Biografia
Frei Severino é filho de Joana Petry e Ereneu Clasen, e tem três irmãos e quatro irmãs, sendo duas delas religiosas da Congregação Franciscanas de São José.
Ingressou no seminário menor em 1968, em Ituporanga, sob a direção de Frei Jerônimo Back. Clasen tornou-se franciscano ao ingressar na Província da Imaculada em janeiro de 1976. Em seguida, como aluno de frei Leonardo Boff, fez os estudos de Filosofia e Teologia no Instituto Teológico de Petrópolis e foi ordenado sacerdote em 10 de julho de 1982. Neste mesmo mês passou a ser vigário paroquial de Concórdia, em Santa Catarina, e em 1988 foi transferido para Porto União. No ano seguinte, tornou-se o responsável pela pastoral vocacional da Província da Imaculada.
Foi reitor e pároco do Santuário São Francisco, no Largo São Francisco de São Paulo, e foi nomeado bispo para a Diocese de Araçuaí, no Vale do Jequitinhonha, em Minas Gerais, em 11 de maio de 2005. Aos 50 anos, Frei Severino foi o primeiro bispo nomeado pelo Papa Bento XVI e foi o décimo-segundo frade da Província Franciscana da Imaculada Conceição do Brasil a se tornar bispo. Foi ordenado bispo pelas mãos de Dom Lorenzo Baldisseri, núncio apostólico no Brasil, no dia 25 de junho de 2005, na cidade de Ituporanga, onde residem seus pais. A posse episcopal ocorreu no dia 10 de julho de 2005, em Araçuaí. Seu lema episcopal é Acolher e cuidar.
No dia 11 de maio de 2011 foi eleito Presidente da Comissão Episcopal Pastoral para o Laicato da CNBB, período a concluir-se em 2015.
No dia 6 de julho de 2011 o Papa Bento XVI o nomeou para a Diocese de Caçador, transferindo-o da Diocese de Araçuaí. Dom Severino foi empossado no dia 4 de setembro de 2011.
No dia 1 de julho de 2020, o Papa Francisco o nomeou para a Arquidiocese de Maringá, tornando-se o quinto arcebispo da sede episcopal. Sua posse canônica ocorreu em 15 de agosto, solenidade de Nossa Senhora da Glória, padroeira da Arquidiocese e da cidade.